# Nạn nhân Holocaust
| Nạn nhân                | Bị giết                                           | Nguồn             |
| ----------------------- | ------------------------------------------------- | ----------------- |
| Người Do Thái           | 5-6 triệu                                         | [ 1 ]             |
| Thường dân Liên Xô      | 5,7 triệu (không bao gồm 1,3 triệu người Do Thái) | [ 2 ]             |
| Tù binh Xô Viết         | 2,8-3,3 triệu                                     | [ 3 ]             |
| Ba Lan                  | 1,8-3 triệu                                       | [ 4 ] [ 5 ] [ 6 ] |
| Người Serb              | 300.000                                           | [ 7 ] [ 8 ]       |
| Người tàn tật           | 270.000                                           | [ 9 ]             |
| Người Di-gan            | 130.000-500.000                                   | [ 10 ]            |
| Thành viên Hội Tam Điểm | 80.000-200.000                                    | [ 11 ] [ 12 ]     |
| Người Slovenia          | 20.000                                            | [ 13 ]            |
| Đồng tính luyến ái      | 5.000-15.000                                      | [ 14 ]            |
| Cộng hòa Tây Ban Nha    | 3.500                                             | [ 15 ]            |
| Nhân chứng Giê-hô-va    | 1.250-5.000                                       | [ 16 ]            |

Nạn nhân Holocaust là những người bị chính phủ Đức Quốc xã nhắm đến vì những hành vi phân biệt đối xử khác nhau do sắc tộc, tôn giáo, quan điểm chính trị hoặc khuynh hướng tình dục của họ. Những thực hành được thể chế hóa này được gọi là Holocaust, và chúng bắt đầu bằng sự phân biệt đối xử xã hội hợp pháp chống lại các nhóm cụ thể, và nhập viện không tự nguyện, trợ tử, và ép buộc phải triệt sản những người được coi là không phù hợp về thể chất hoặc tinh thần cho xã hội. Những hành vi này đã leo thang trong Thế chiến II bao gồm giam giữ không hợp pháp, tịch thu tài sản, lao động cưỡng bức, nô lệ tình dục, thử nghiệm y tế, và chết vì làm việc quá sức, thiếu dinh dưỡng và thực hiện thông qua nhiều phương pháp khác nhau, với việc diệt chủng của các nhóm khác nhau trở thành mục tiêu chính.
Theo Bảo tàng Tưởng niệm Holocaust Hoa Kỳ (USHMM), đài tưởng niệm chính thức của đất nước về Holocaust, "Holocaust là vụ giết chết sáu triệu người Do Thái và hàng triệu người khác bởi Đức quốc xã và cộng tác viên của họ trong Thế chiến II."  Bảo tàng cho rằng tổng số người bị giết trong Holocaust là 17 triệu: 6 triệu người Do Thái và 11 triệu người khác.